# Sh2-21
Sh2-21 (également connue sous le nom de RCW 142) est une nébuleuse en émission visible dans la constellation du Sagittaire.
Elle est située sur le bord ouest de la constellation, à une très courte distance du centre galactique. Elle s'étend sur environ 5 minutes d'arc dans la direction d'un champ d'étoiles riche et dégagé. La période la plus propice à son observation dans le ciel du soir se situe entre juin et novembre. Étant dans des déclinaisons modérément méridionales, son observation est facilitée par l'hémisphère sud.
C'est une région H II étendue située dans une région intérieure à la Voie lactée. Sa distance d'environ 8 000 pc (∼26 100 al) du Soleil correspond à une position extrêmement proche du centre galactique et de la source radio Sagittarius A. Cette nébuleuse héberge des phénomènes de formation d'étoiles très actifs : en effet, plusieurs sources de rayonnement infrarouges, coïncidant en grande partie avec de jeunes étoiles immergées dans des gaz. Parmi ceux-ci, cinq ont été identifiés par l'IRAS et ont été catalogués comme IRAS 17449-2855, IRAS 17456-2850, IRAS 17462-2845, IRAS 17458-2840 et IRAS 17470-2853. Parmi celles-ci, la troisième source correspond à une région H II très compacte appelée [KC97c] G000.6-00.6, tandis que la dernière correspond à la région ultra-compacte [WHR97] 17470-2853, qui héberge un maser CH3OH.
De nombreux composants stellaires physiquement liés à cette région sont regroupés en plusieurs amas ouverts, identifiés par des études infrarouges. Parmi ceux-ci se distinguent [DB2000] 7, [DB2000] 10, [DB2000] 11 et [DB2000] 12. Grâce à une analyse détaillée de [DB2000] 11, une valeur de distance a été déterminée qui est d'environ 7 600 pc (∼24 800 al), confirmant la position de Sh2-21 à une courte distance du centre galactique. Selon le catalogue des régions de formation d'étoiles compilé par Avedisova, cette région est également associée à l'amas ouvert Cr 351, qui peut également être observé dans la bande de lumière visible. Parmi les autres objets se distinguent un second maser CH3OH, un maser OH et un à émission H2O, ainsi que deux nébuleuses sombres infrarouges cataloguées comme [DB2001] IRDN 1 et [DB2001] IRDN 2.